# Acuerdo de Naivasha
El Acuerdo de Naivasha, denominado oficialmente como Acuerdo General de paz, fue firmado el 9 de enero de 2005 entre el gobierno de Sudán y el Ejército de Liberación del Pueblo de Sudán (ELPS) y puso fin a la segunda guerra civil sudanesa que había azotado el país desde 1983.
El acuerdo estableció la autonomía de Sudán del Sur y una posible independencia futura de este territorio.

## Guerra civil
La segunda guerra civil sudanesa, denominada por la historiografía sursudanesa como guerra de independencia de Sudán del Sur, fue un enfrentamiento armado iniciado en 1983 y que se prolongó hasta 2005 entre el gobierno central de Sudán y el Ejército Popular de Liberación de Sudán. Fue en gran medida una continuación de la primera guerra civil sudanesa (1955-1972). Aunque se originó en el sur del país, la guerra se extendió a los montes Nuba y al Nilo Azul. Los veintidós años que duró han hecho de ella una de las guerras civiles más largas de las que se tiene constancia. El final del conflicto supuso la creación de Sudán del Sur seis años después de su conclusión.

## Acuerdo
El Gobierno de Sudán y la guerrilla firmaron el 9 de enero de 2005 el acuerdo definitivo de paz que ponía fin a más de veinte años de guerra civil. El pacto, fruto de tres años de negociaciones, estableció un periodo transitorio de seis años durante el cual la ley islámica no sería aplicada en el sur del país. Al finalizar este periodo  se convocaría una consulta entre los habitantes del sur sobre una posible secesión. Si la consulta tuviera resultado negativo, ambos bandos militares formarían un único ejército. Las partes también acordaron repartir los beneficios derivados de la venta de petróleo. El acuerdo tuvo el respaldo de Estados Unidos y la Unión Europea.
El documento de paz fue firmado en nombre del gobierno por el vicepresidente Ali Osman Taha y en nombre de la guerrilla por su líder John Garang en  Nairobi el 9 de enero de 2005. Durante la rúbrica del compromiso de paz estuvieron presentes múltiples dignatarios africanos, así como el entonces secretario de Estado de Estados Unidos, Colin Powell.
Entre el 9 y el 15 de enero de 2011 se celebró en Sudán del Sur un referéndum sobre su permanencia como parte de Sudán. El 98,83% de los votos fueron a favor de la independencia y el 9 de julio de 2011, Sudán del Sur proclamó su independencia de Sudán.